# 伊索勒河畔弗拉桑
伊索勒河畔弗拉桑（法語：Flassans-sur-Issole，法語發音：[flasɑ̃ syʁ isɔl]）是法国普罗旺斯-阿尔卑斯-蓝色海岸大区瓦尔省的一个市镇，属于布里尼奥勒区。

## 地理
伊索勒河畔弗拉桑（43°22'7"N, 6°13'16"E）面积43.68 平方千米，位于法国普罗旺斯-阿尔卑斯-蓝色海岸大区瓦尔省，该省份为法国东南部沿海省份，北起上普罗旺斯阿尔卑斯省，西北角与沃克吕兹省接壤，西接罗讷河口省，南濒地中海，东临滨海阿尔卑斯省。
与伊索勒河畔弗拉桑接壤的市镇（或旧市镇、城区）包括：伊索勒河畔贝斯、布里尼奥勒、卡巴斯、康普斯拉苏尔斯、贡法龙、勒吕克、皮尼昂。

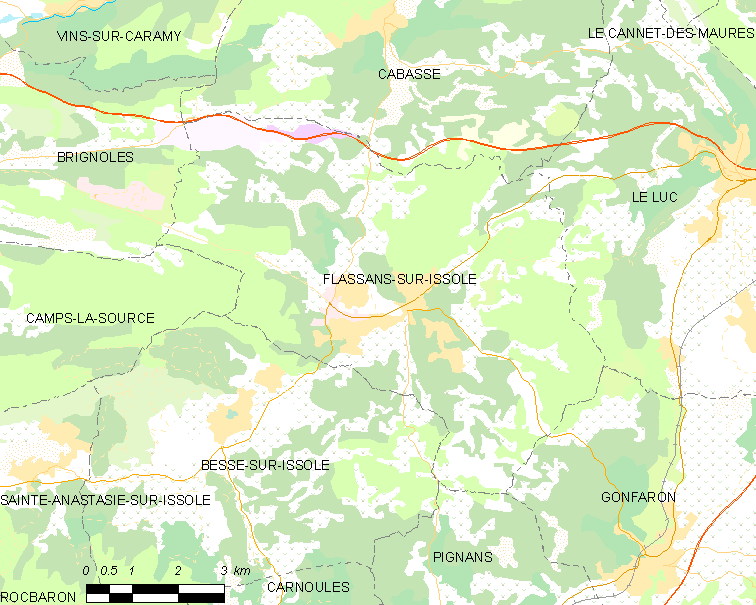
伊索勒河畔弗拉桑的OSM定位图

伊索勒河畔弗拉桑的时区为UTC+01:00、UTC+02:00（夏令时）。

## 行政
伊索勒河畔弗拉桑的邮政编码为83340，INSEE市镇编码为83057。

## 政治
伊索勒河畔弗拉桑所属的省级选区为勒吕克县。

## 人口

1962-2008年间伊索勒河畔弗拉桑人口变化图示

伊索勒河畔弗拉桑于2022年1月1日时的人口数量为3661人。